# Pick-up (veicolo)

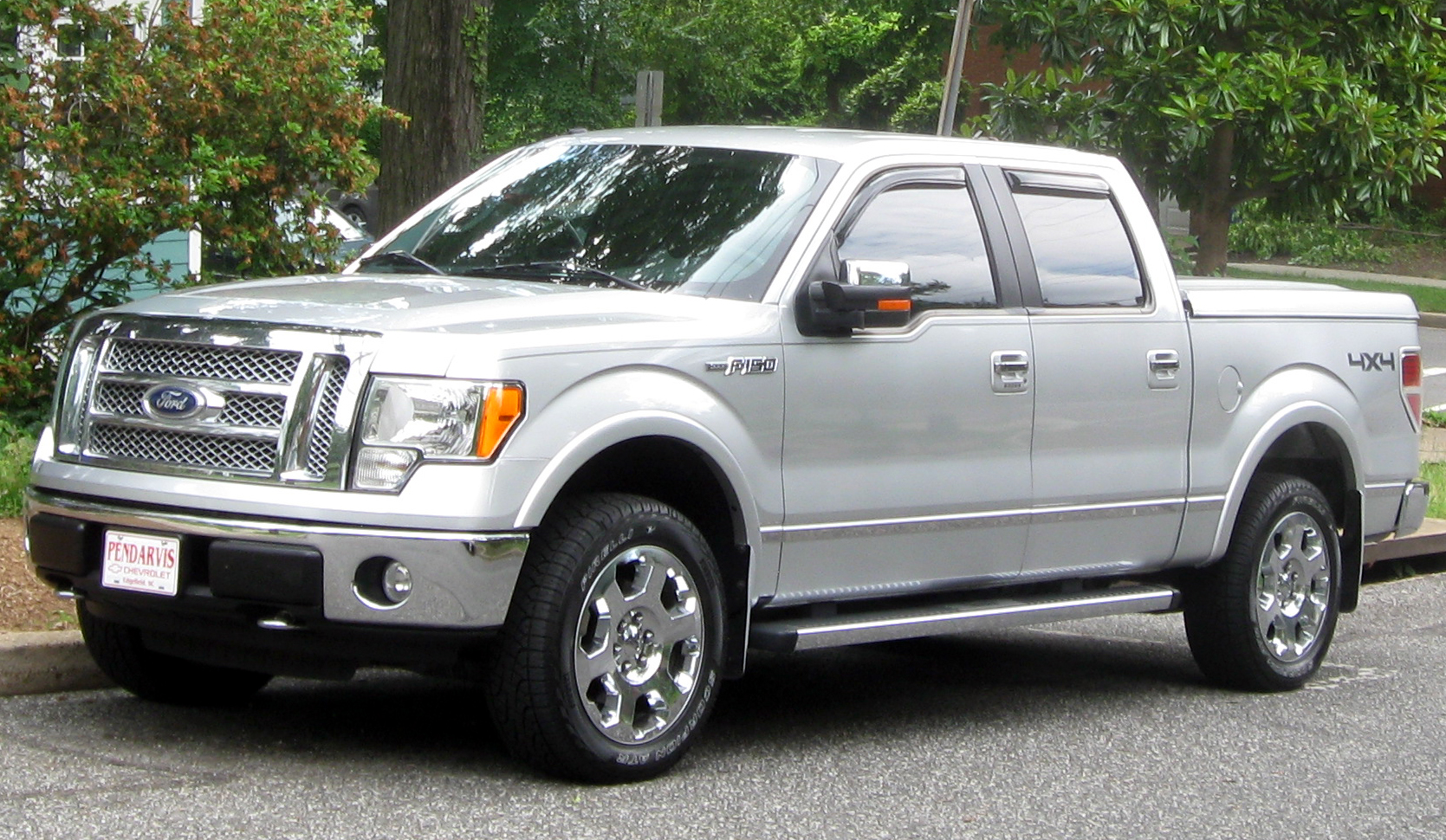
Un Ford F-150, il modello di pickup più di successo nel mercato statunitense.

Il pick-up (o anche pickup, light duty truck o LDT; in italiano anche cassonato) è un veicolo a motore facente parte della categoria degli autocarri leggeri, ed omologato come tale. La sua principale caratteristica è la presenza di un cassone (in inglese "bed"), idealmente al posto del bagagliaio, che è separato e non accessibile dalla cabina con i sedili (la "cab").

## Storia
Il termine pick-up è di origine incerta: il primo uso venne fatto nel 1913 dalla Studebaker e verso gli anni '30 era già diventato abbastanza di uso comune.
Nei primissimi anni del Novecento le automobili non avevano una carrozzeria completa, per cui si formarono via via delle aziende specializzate nel crearle. La Dodge Brothers Company fu la prima a specializzarsi nel settore dei pick-up e delle loro carrozzerie. La Ford introdusse il suo primo pick-up nel 1925 (il "Ford Model T Runabout with pickup body"), introducendo un tipo di veicolo che avrebbe ottenuto via via sempre maggiore successo. Sempre agli inizi furono sperimentati dei veicoli di tipo pick-up anche elettrici, ma furono velocemente abbandonati a favore di quelli a benzina.

A partire dagli anni '50 il pubblico cominciò ad acquistare i pick-up più per abitudine che per il mero trasporto merci in sé e le varie aziende di produzione si adeguarono rapidamente, producendo pick-up dotati di cabine maggiormente simili a quelle delle normali automobili che agli autocarri di grande taglia, oltre ad altri vari cambiamenti.

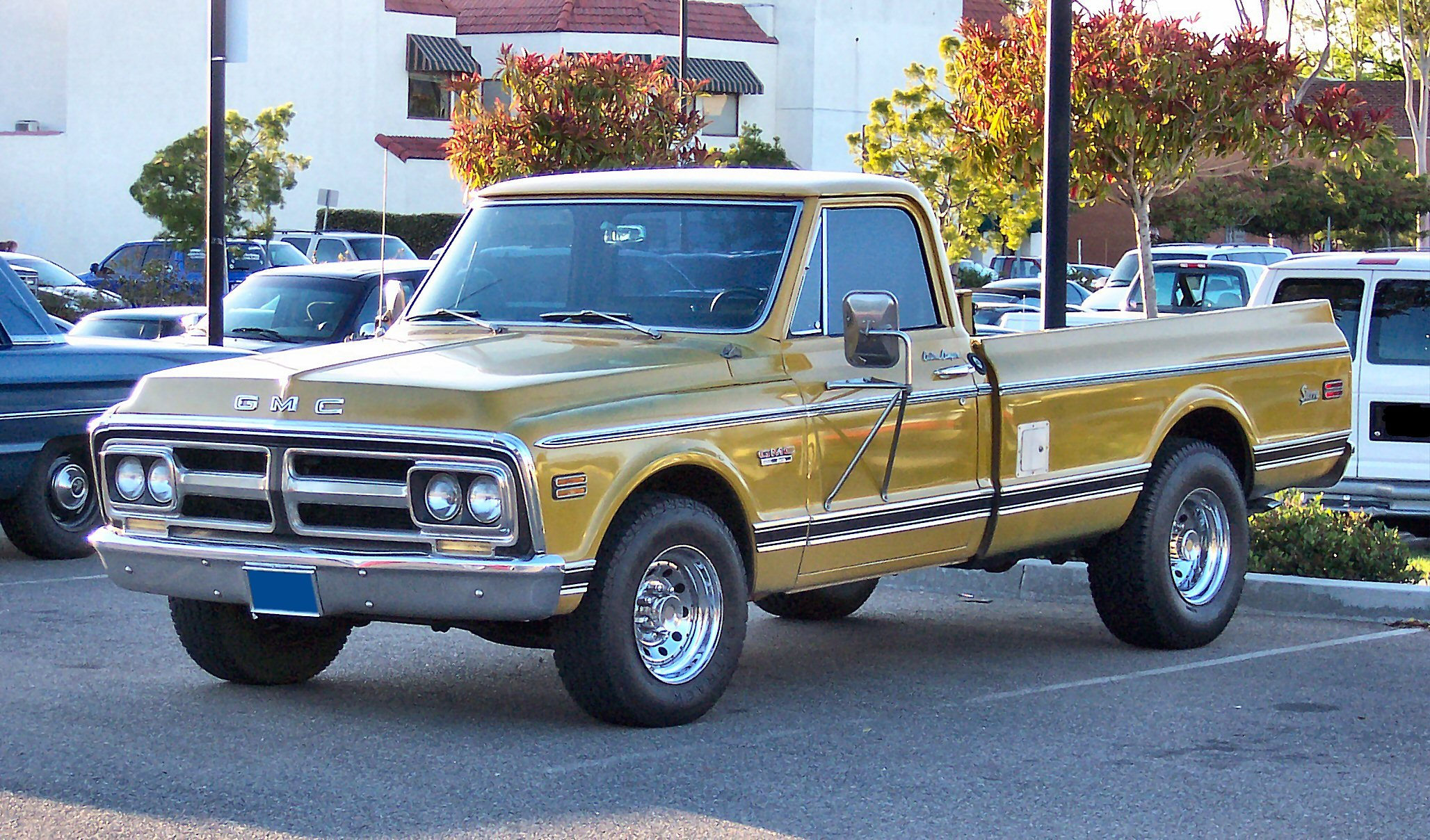
GMC Sierra Custom Camper del 1972, esempio di pickup statunitense

Nel 1962 negli Stati Uniti fu introdotta la cosiddetta chicken tax (un pesante dazio del 25% su vari prodotti, tra cui proprio i pick-up esteri, nella cosiddetta "chicken war" con l'Europa), rendendo da allora svantaggiosa l'importazione di pick-up europei come il Volkswagen Type 2. Con le crisi petrolifera del 1973 fu istituito il CAFE, le cui politiche di austerity favorirono i pick-up rispetto alle auto normali, cominciando a rimpiazzare le muscle car.
A partire dagli anni '70 tali tipi di veicoli hanno a cambiare aspetto, sia per quanto riguarda il design, sia per il rapporto tra la lunghezza della cabina e quella del cassone posteriore: ai pick-up tipicamente biposto e con un cassone molto spazioso sono progressivamente subentrati i pick-up "full-size" dotati di 4 porte passeggeri, notevole comfort e un cassone ridimensionato. La maggiore svolta, in tal senso, è stata tra la fine degli anni '90 e l'inizio degli anni 2000.

## Descrizione
Solitamente i pick-up sono proposti in tre versioni: a cabina singola, a cabina allungata e a cabina doppia. La prima ha una cabina con solo due posti ovvero il posto di guida ed un sedile passeggero ed offre un cassone abbastanza ampio, privilegiando quindi la parte dedicata al trasporto di merci, la seconda invece dispone di due semplici strapuntini dietro i sedili anteriori, ed è una via di mezzo tra la cabina singola e la cabina doppia, che è la versione che privilegia maggiormente il trasporto di persone, ed ha una cabina lunga con 4 porte e 4/5 posti a sedere.

## Diffusione

### Nord America

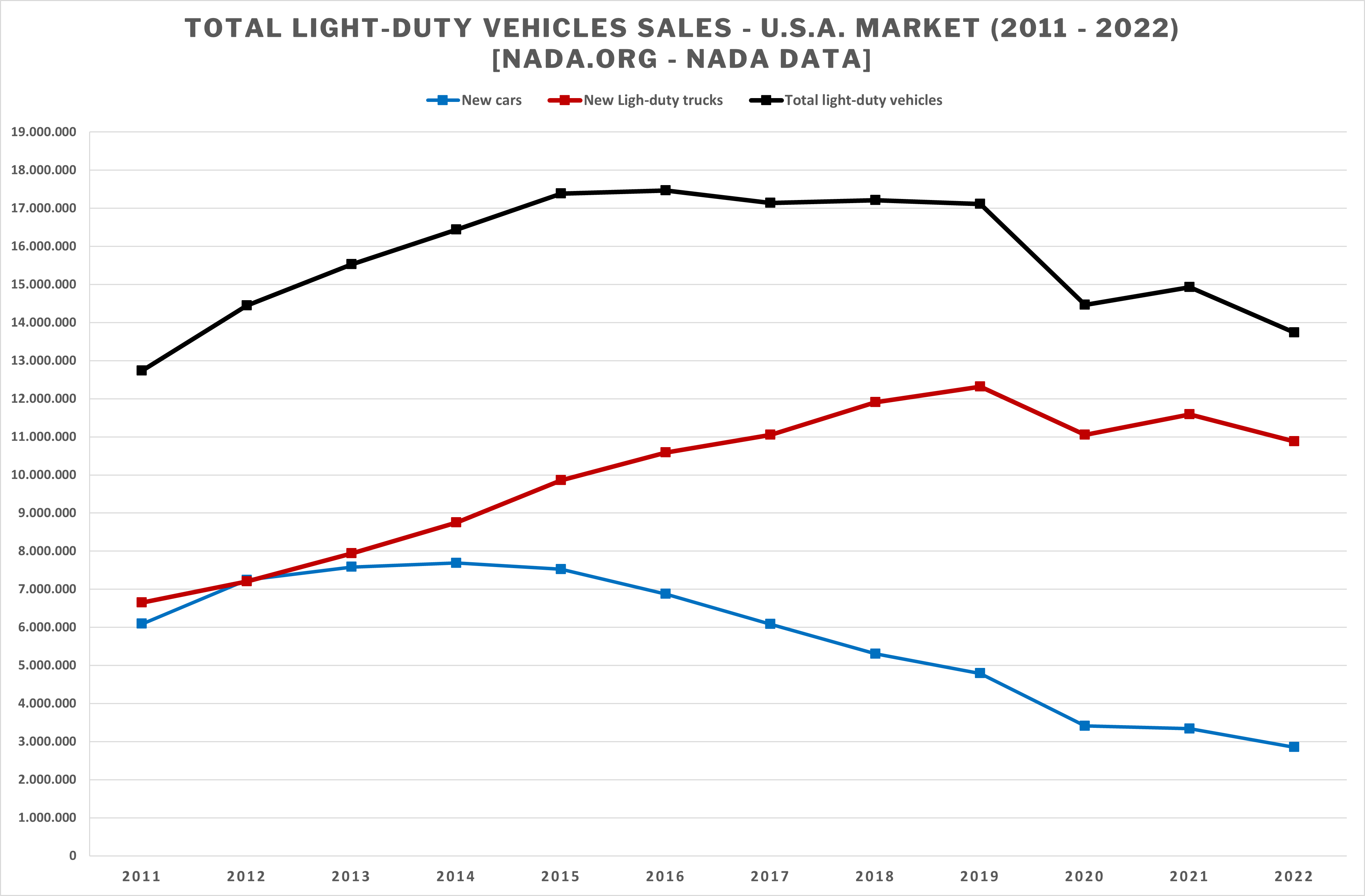
Vendite annuali di pickup e automobili negli Stati Uniti, 2011 - 2022. Si nota la graduale sostituzione, a partire dal 2015, delle automobili da parte dei pickup come principali veicoli per trasporto passeggeri.

Il mercato nordamericano e in particolare quello degli Stati Uniti sono quelli dove i pick-up raccolgono il successo maggiore, a tal punto da essere diventati anche un fenomeno di costume.
Nel Nord America esistono politiche protezionistiche o altri tipi di norme, soprattutto negli USA, che favoriscono direttamente o meno i pick-up, specie quelli dei produttori locali (come la "chicken tax" del 1964 o la "gas guzzler tax" del 1978) e inoltre per lungo tempo i pick-up sono stati sottoposti a normative di consumo di carburante e di sicurezza di gran lunga più allentate rispetto alle automobili. L'IRS inoltre offre un taglio di tasse per l'uso aziendale di veicoli con un'area di carico di almeno 6 piedi che non sia direttamente raggiungibile dal compartimento passeggeri.
Dal 1990 in circa 30 anni le dimensioni dei pickup per uso domestico sono aumentate del 32%. L'87% degli statunitensi afferma di utilizzare i propri pick-up più per trasporto passeggeri e per shopping che per trasportare merci.
A partire dal 2015 i pick-up hanno cominciato a sostituire definitivamente le vendite delle automobili normali, le quali sono crollate dalle 7,5 milioni immatricolate di quell'anno a meno di 5 milioni nel 2019, accelerando ulteriormente la crisi delle auto tradizionali con l'avvento della pandemia di COVID-19.

### Europa
In Europa il successo è sempre stato molto minore, sebbene anche qui se ne cominci a vedere un certo numero. Tra quelli venduti in Europa si possono citare il Ford Ranger, il Nissan Navara, il Mazda BT-50, il Mitsubishi L200, il Toyota Hilux e l'Isuzu D-Max. Questi modelli sono accomunati da una motorizzazione turbodiesel, unitamente a trazione posteriore ed integrale inseribile.

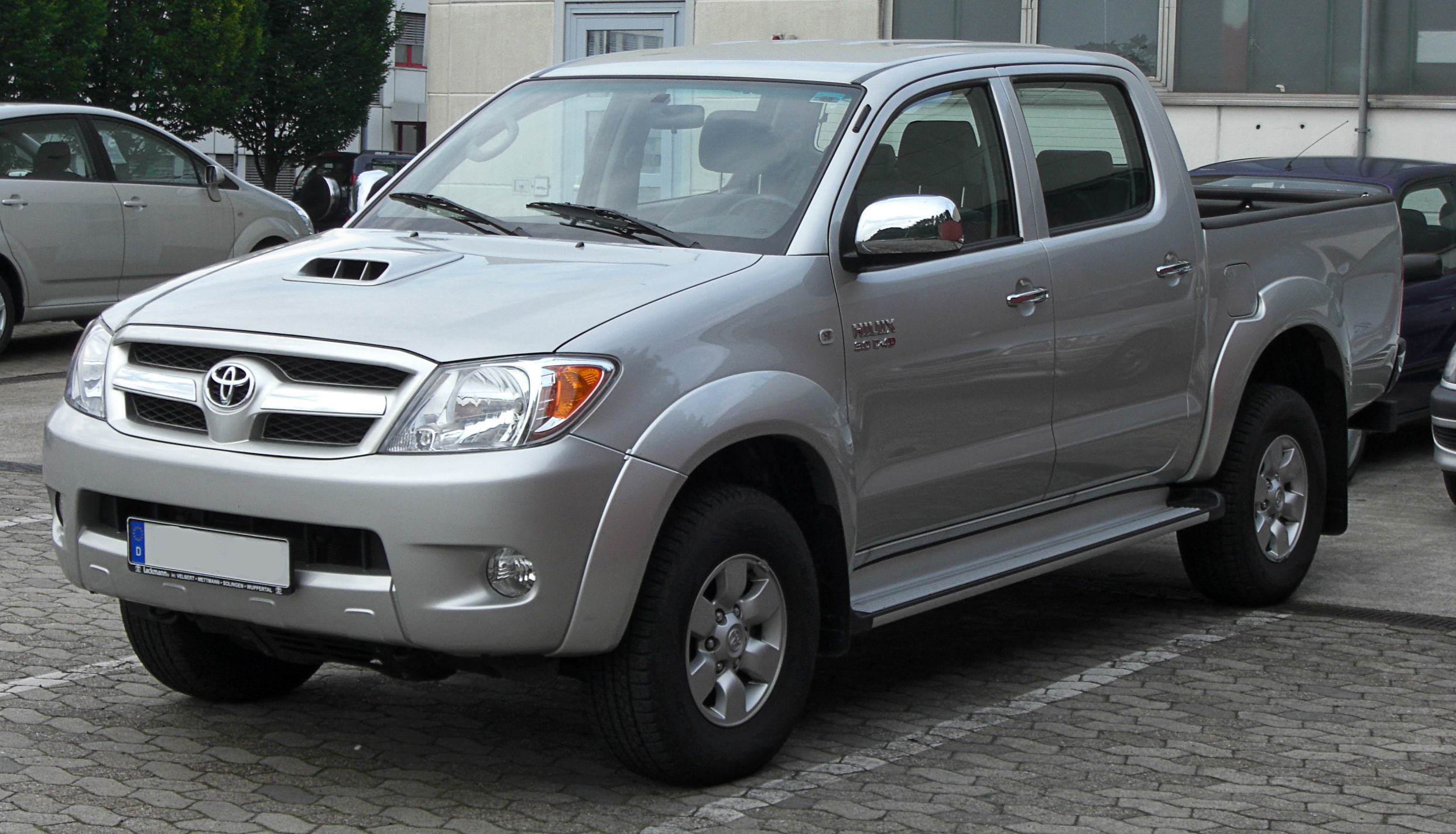
Un Toyota Hilux di settima generazione, esempio di un pick-up moderno

Inoltre la FIAT produce e vende in molti Paesi del mondo un pick-up a cabina singola compatto, il Fiat Strada.

### Altri Paesi
In Australia e Nuova Zelanda sono noti come ute (abbreviazione di "utility vehicle"), mentre in Sudafrica essi vengono chiamati bakkie (bak in Afrikaans significa "cestino").
In altri stati come Thailandia, Marocco e altri Stati del Nordafrica, questa tipologia di veicoli ha avuto un grande successo per via del grandissimo potenziale che essi offrono nel lavoro di tutti i giorni, dal trasporto di merci, per i mercati settimanali, al trasporto di un grande numero di persone, che vogliono raggiungere il posto di lavoro nelle zone rurali, deserte o lontane dai centri abitati.